# Dasysciomyza pseudosetuligera
Dasysciomyza pseudosetuligera är en tvåvingeart som först beskrevs av Tonnoir och Malloch 1928.  Dasysciomyza pseudosetuligera ingår i släktet Dasysciomyza och familjen Helosciomyzidae. Inga underarter finns listade i Catalogue of Life.